# Володимир фон Пахман
Володимир фон Пахман (італ. Vladimiro de Pachmann; 27 липня 1848, Одеса — 6 січня 1933, Рим) — піаніст, україно-німецького походження. Відомий своїми виконаннями робіт Шопена, а також ексентричним сценічним стилем.

## Біографія
Народився в Одесі. Фамільні префікси von та de додав до свого ім'я власноруч, цей факт підтверджує те, що його брати, які служили в російській імперській армії не використовували дані префікси.
Батько був професором в Одеському університеті, був скрипалем-аматором, який особисто знав Бетховена, Вебера, а також інших відомих віденських композиторів. У юності батько був єдиним вчителем Володимира. Досягши 18-річного віку, Володимир поїхав до Відня, де вступив до Віденської консерваторії, у якій навчався грати на піаніно під керівництвом Йозефа Дахса, а також вивчав теорію з Антоном Брукнером. Отримавши золоту медаль консерваторії, у 1869 році Володимир провів свій перший концерт в Одесі, однак до 1882 року з'являвся на публіці досить рідко, надаючи перевагу подальшому самовдосконаленню. Згодом відправися у турне Європою та Сполученними Штатами та був визнаний кращим гравцем своєї епохи. Його програму загалом складали роботи Шопена, однак були вкраплення: Баха, Скарлатті, Мендельсона та Генсельта.
У Данії композитор був посвячений у лицарі Ордену Данерброг.
Пахманн був одним із перших композиторів, хто почав записувати власні твори. У 1906 році він зробив записи для піаніно, виробництва компанії Welte-Mignon, а у 1907 році для Грамофону.
Він також був відомий своїми жестами, закликами до аудиторії під час своїх виступів, а також промовлянням до самого себе. Бернард Шоу якось прокоментував поведінку композитора наступними словами: «Він виконує пантоміму під час акомпанімент музики», а критик Джеймс Гюнекер назвав його гру «Шопензе». Одного разу Ференц Ліст, реферуючи Пахману, оголосив початок його виступу наступним чином: «Зараз ви вперше почуєте справжнього Шопена».
У квітні 1884 року Пахманн одружився з британською піаністкою, австралійського походження Меггі Окей (Єнн Луїза Маргарет Окей, 1865—1952), яка раніше стане відомою під ім'ям Маргеріт де Пахманн. Вони разом давали концерти по всій Європі. У подружжя народилось три сини: Віктор, який помер у дитинстві, Адріано та Леонід (Лайонелл). Шлюб тривав 7 років.
Володимир фон Пахманн помер у Римі у 1933 році, у 84-річному віці.

## Додаткова література
- Mark Mitchell, Vladimir de Pachmann: A Piano Virtuoso's Life and Art (Indiana University Press, 2002) ISBN 0-253-34169-8.
- Francesco Pallotelli: Vladimiro de Pachmann. Rom: Novissima, 1916
- Edward Blickstein and Gregor Benko, Chopin's Prophet: The life of pianist Vladimir de Pachmann, Scarecrow Press, 2013

### Записи
- Piano Rolls [Архівовано 22 березня 2012 у Wayback Machine.]
- The Welte-Mignon mystery, 4. Dead or alive. Stuttgart: Tacet, 2006.